# Temple block

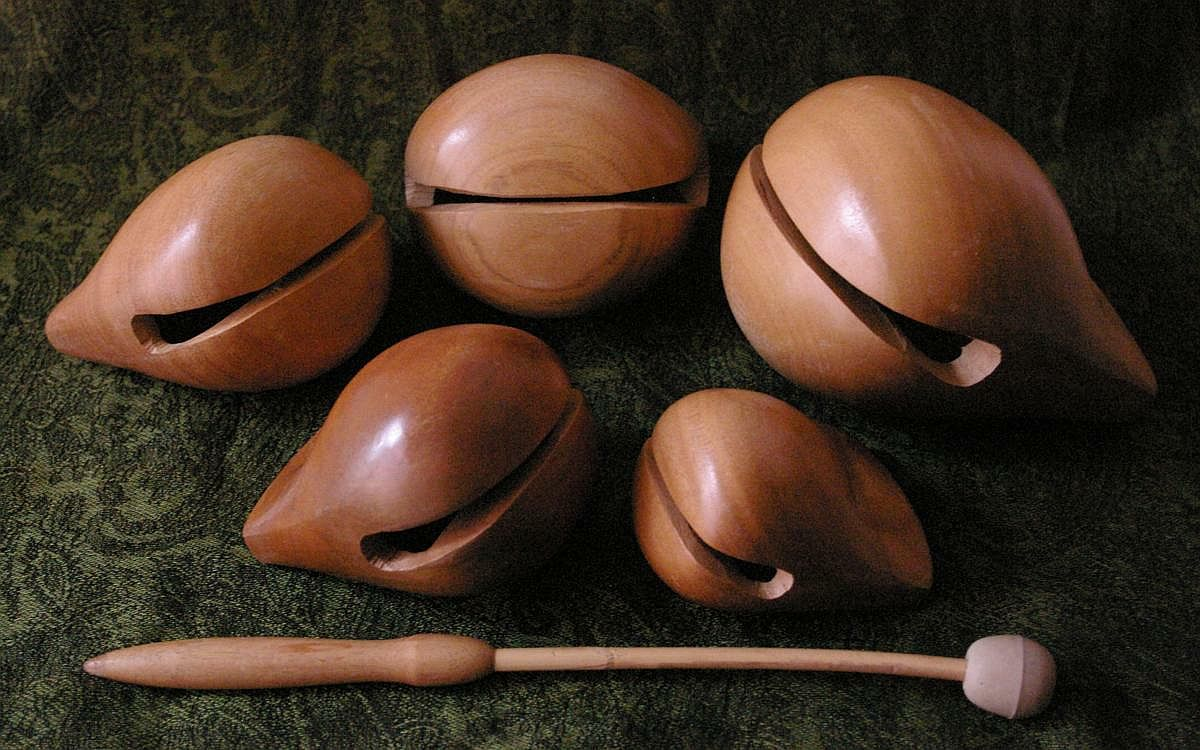
Bloques de templo

El temple  block es un instrumento de percusión similar a la caja china, pero de forma esférica. Se toca normalmente en China, Japón y Corea en el continente de Asia (es un instrumento originario del este de Asia). Se trata de un idiófono de madera (aunque pueda parecer aplanado) con una ranura a un lado para que tenga resonancia, que se percute con una baqueta dura. Normalmente, el temple block va montado sobre un soporte donde se sitúan varios de diversos tamaños.